# Шестибалльная система оценок в фигурном катании

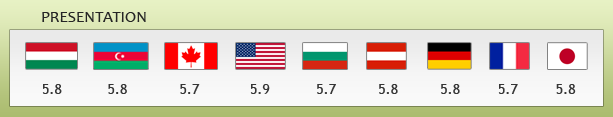
Оценки за вымышленную программу, выставленные в соответствии с шестибалльной системой оценок

Шестибалльная система оценок в фигурном катании существовала до 2005 года, когда была официально заменена Новой судейской системой (до этого в сезоне 2002—2003 годов новая система тестировалась на различных соревнованиях). Данная система использовалась для оценки мастерства фигуристов в исполнении программ: 0,0 — «не выполнено», 6,0 — «безукоризненно», причём техническая составляющая и артистичность оценивались отдельно.
В современном фигурном катании существует два применения шестибалльной системы:
- В «товарищеских» соревнованиях низкого уровня: во-первых, она понятна всем; во-вторых, её легко подстроить под реальный уровень катания участников.
- В соревнованиях по обязательным фигурам — поскольку таковые вышли из «официального» катания ещё до перехода на Новую систему.

В других видах спорта (профессиональном фигурном катании, фигурном катании на роликах, прыжках в воду) система оценивания десятибалльная. Выбор именно шестибалльной оценки диктовался тем, что каждая из обязательных фигур состояла из шести линий, по три на каждой ноге.

## Суть системы
Каждый из судей делает две оценки: в короткой программе за обязательные элементы (required elements) и артистизм (presentation), в произвольной — за техническое исполнение (technical merit) и артистизм по такой шкале:
- 0,0-0,9 — не исполнено
- 1,0-1,9 — очень плохо
- 2,0-2,9 — плохо
- 3,0-3,9 — посредственно
- 4,0-4,9 — хорошо
- 5,0-5,9 — очень хорошо
- 6,0 — безукоризненно

Оценка 6,0 в отрыве от контекста ничего не значит, но судьи такими оценками не «разбрасываются», а дают лишь за выдающиеся достижения своего времени. 6,0 за техническое исполнение бывало крайне редко. Танцевальная пара Торвилл — Дин на Олимпиаде-84 сумела получить все девять оценок 6,0 за артистизм. Выдающиеся советские фигуристы Людмила Пахомова и Александр Горшков в своей карьере получили 29 оценок 6,0 на пяти чемпионатах мира, а Ирина Роднина и Александр Зайцев на чемпионате Европы 1973 года получили 12 оценок 6,0 из 18 возможных. Особую трудность замечает Алексей Мишин в книге «Фигурное катание на коньках», представляла оценка первого участника, которая предварительно обсуждалась судьями и выставлялась в соответствии с уровнем и масштабом соревнований.
Каждый судья расставляет фигуристов по местам (ordinals). Более высокое место получает фигурист с более высокой суммой двух оценок судьи. Если у участников одинаковая сумма двух оценок судьи, то более высокое место у судьи получает тот, у кого выше оценка за технику (5,9+5,7 > 5,8+5,8), с 1988/89 в произвольной — оценка за артистизм (5,9+5,7 < 5,8+5,8). В итоге участники распределяются по местам в соответствии с принципом относительного большинства. В наиболее простом случае фигурист А, имеющий 5 первых судейских мест и 4 вторых, занимает первое итоговое место, а фигурист имеющий 4 первых места и 5 вторых - второе. В случае расхождений выявляют наиболее высокое определяющее место, за которое есть минимальное большинство (хотя бы из пяти) судей. В случае наличия нескольких одинаковых определяющих мест, фигурист, у которого таких определяющих мест больше, занимает более высокое место. Если же количество таких мест одинаково, то вычисляют их сумму, а при их равенстве определяют общую сумму судейских мест, и лишь при равенстве всех этих показателей, фигуристы занимают одно место, что случалось в единичных случаях за всю историю.
Количество судей всегда нечётно (не менее пяти, обычно девять).

## История
Шестибалльная система оценок была введена в 1901 году Международным союзом конькобежцев (ИСУ). Был утвержден принцип «большинства» при подсчёте окончательных результатов: только в случае, если не было «абсолютного большинства», следовало подсчитывать сумму баллов (как и в случае деления мест).
После скандала на Олимпийских играх 2002 года конгресс ИСУ принял решение заменить эту систему оценок.